# Wikitravel
Проект Wikitravel (сокращённо — WT) — свободный многоязычный проект, посвящённый туризму. Проект был запущен в июле 2003 года и представляет собой постоянно обновляемый путеводитель по самым разнообразным странам, городам, маршрутам, а также сборник разговорников на различных языках.

## Описание
Wikitravel использует свободное программное обеспечение MediaWiki — то же, которое используется Википедией и другими проектами фонда WikiMedia.
По мнению журнала «Time» проект Wikitravel был назван одним из 50 лучших веб-сайтов 2008 года.
Wikitravel поддерживает отличную от энциклопедической идеологию, которая зачастую непривычна для новых участников. Навигация в проекте осуществляется не по категориям, а по географической иерархии специальными навигационными полосами. Статьи имеют чётко выраженную структуру, задаваемую наборами шаблонов. Названия разделов статей имеют глагольную форму, это специальная «изюминка». Действует правило 7±2, которое говорит о том, что не следует перечислять все известные объекты (энциклопедический подход), например города области, а следует выделить от 5 до 9, оптимально 7, наиболее интересных для туристов объектов. Ограничено количество гиперссылок, их использование целесообразно, если объект ссылки важен для отдельного путешествия (простым критерием является ответ на вопрос — можно ли там переночевать). Допускается в нейтральной форме высказывать собственную точку зрения, например на качество обслуживания в той или иной гостинице.
Wikitravel представлен в 21 языковой версии. Для межъязыкового развития проекта существует общее хранилище файлов Wikitravel Shared (аналог Commons в Википедии), развивается раздел для блогов и описаний путешествий в вольной форме Wikitravel Extra.

## История
Проект Wikitravel был создан в июле 2003 года супругами Эваном Продрому и Мишель Анн Дженкинс Продрому.
20 апреля 2006 года было объявлено, что Wikitravel, также как и проект World66, был приобретен компанией Internet Brands. В декабре 2006 года многие участники немецкой версии Wikitravel сделали форк, и назвали свой проект Wikivoyage. Позднее к ним присоединились участники, которые создали итальянскую версию Wikivoyage.
1 апреля 2008 года компания Internet Brands включила на страницах проекта рекламу от Google.
С начала 2012 года группа администраторов англоязычного раздела, озабоченная политикой Internet Brands в области увеличения рекламной нагрузки на проект, а также отсутствием адекватной технической поддержки web-ресурсов проекта, начала движение в сторону ещё одного форка. Форк позволил воссоединиться с проектом Wikivoyage и осуществить возможный переход проекта в WMF. В ответ компания Internet Brand начала судебное преследование двух заметных участников проекта. WMF выдвинула встречный иск, и только в феврале 2013 года иск компании Internet Brands был отозван.
С 10 ноября 2012 года воссоединённый проект Wikivoyage (русскоязычное название — Викигид) размещается на серверах Wikimedia Foundation и является одним из проектов Фонда.
В июле 2022 года владельцы Wikitravel запретили чтение сайта пользователям из России (запрет касается всех языковых разделов).

## Википутешествие
Русскоязычная версия сайта, получившая название Википутешествие, начала действовать 28 июня 2007 года. На данный момент русскоязычная версия сайта содержит более 1600 статей и занимает 11 место среди всех языковых версий. Большая часть путеводителей находится в виде т. н. «скелета», то есть не все разделы заполнены или не хватает фактических данных.